# ロージークロニクル
ロージークロニクル(Rosy Chronicle)は、ハロー!プロジェクトに所属する日本の女性アイドルグループ。所属事務所はアップフロントプロモーション。

## 概要
- ハロプロ研修生から選ばれたメンバーによって結成[3]。
- グループ名の「ロージークロニクル」は、「薔薇色の」そして「希望に満ちた」「幸せいっぱいの」という意味を持つ「Rosy（ロージー）」と、出来事を年ごとに記した歴史書である「年代記」を意味する「Chronicle（クロニクル）」を組み合わせており、「いつまでも語り継がれるような、薔薇色の歴史を紡いでいってほしい」という願いが込められている[1]。

## メンバー
| 名前                           | ニックネーム  | 生年月日 （年齢）      | 血液型 | 身長   | 出身地   | メンバーカラー   | 備考                  |
| ------------------------------ | ------------- | ---------------------- | ------ | ------ | -------- | ---------------- | --------------------- |
| 橋田歩果 （はしだ ほのか）     | ほのほの      | 2005年10月17日（19歳） | B型    | 151 cm | 東京都   | ホワイト         | リーダー              |
| 吉田姫杷 （よしだ ひのは）     | ぴのぱ        | 2007年7月8日（18歳）   | AB型   | 155 cm | 埼玉県   | ピュアレッド     |                       |
| 小野田華凜 （おのだ かりん）   | だかりん      | 2008年1月23日（17歳）  | O型    | 156 cm | 東京都   | ピンク           | 元 花やしき少女歌劇団 |
| 村越彩菜 （むらこし あやな）   | あやちゃん    | 2008年2月11日（17歳）  | B型    | 161 cm | 千葉県   | ライトパープル   |                       |
| 植村葉純 （うえむら はすみ）   | はっすー 牛乳 | 2008年2月25日（17歳）  | AB型   | 145 cm | 大阪府   | オレンジ         |                       |
| 松原ユリヤ （まつばら ゆりや） | ユリヤ        | 2008年2月26日（17歳）  | A型    | 155 cm | 東京都   | ライトブルー     |                       |
| 島川波菜 （しまかわ はな）     | はなちゃん    | 2008年4月18日（17歳）  | A型    | 147 cm | 神奈川県 | ブライトグリーン |                       |
| 上村麗菜 （かみむら れな）     | かみれな      | 2009年6月15日（16歳）  | A型    | 147 cm | 鹿児島県 | イエロー         |                       |
| 相馬優芽 （そうま ゆめ）       | ゆめち        | 2011年2月4日（14歳）   | O型    | 156 cm | 埼玉県   | ブルー           |                       |

## 略歴

### 2023年
- 5月23日、ハロー!プロジェクトの公式サイトにて、ハロプロ研修生ユニット'23の松原ユリヤ・小野田華凜・橋田歩果・村越彩菜・植村葉純の5名に[注 1]、さらに新メンバーとして吉田姫杷・上村麗菜を追加して、2024年にハロー!プロジェクトの新グループとしてデビューすることを発表[2][11]。

### 2024年
- 6月16日、Zepp DiverCityで開催された『Hello! Project 研修生発表会 2024 6月 「リリー」』にて、ハロプロ研修生ユニット'24に新たにハロプロ研修生から島川波菜、相馬優芽の2名が加入すること、グループ名が「ロージークロニクル」に決定したことを発表[3]。なお、この日をグループ結成日、メンバー全員のハロー!プロジェクト加入日としている。
- 7月4日、ロージークロニクルのYouTubeチャンネルにて、メンバー全員のメンバーカラーを発表[12]。
- 7月4日、ロージークロニクルのYouTubeチャンネルにて、リーダーに橋田歩果が就任することを発表[13]。
- 7月12日、オフィシャルX・Instagram・ブログを開設[14]。
- 11月11日、山野ホールで開催された『ハロドリ。 presents Chronicles of ロージークロニクル ～ミライハジマリ～』にて、ロージークロニクルが2025年3月19日にCDシングルでメジャーデビューすることを発表[15]。

### 2025年
- 2月19日、オフィシャルTikTokを開設[16]。
- 2月22日、1st写真集「Rosy Chronicle ①」を発売[17]。
- 3月19日、デビューシングル「へいらっしゃい!〜ニッポンで会いましょう〜/ウブとズル」を発売[18]。
- 4月5日、1stデジタルシングル「ガオガオガオ」を配信開始[19]。
- 7月23日、2ndシングル「夏のイナズマ/ガオガオガオ」を発売[20]。

## 作品

### シングル
| #                                | 発売日                           | タイトル                                              | 最高位                           | 備考                             |
| メジャー (zetima/UP-FRONT WORKS) | メジャー (zetima/UP-FRONT WORKS) | メジャー (zetima/UP-FRONT WORKS)                      | メジャー (zetima/UP-FRONT WORKS) | メジャー (zetima/UP-FRONT WORKS) |
| -------------------------------- | -------------------------------- | ----------------------------------------------------- | -------------------------------- | -------------------------------- |
| 1                                | 2025年03月19日                   | へいらっしゃい!〜ニッポンで会いましょう〜/ ウブとズル | 2位                              |                                  |
| 2                                | 2025年07月23日                   | 夏のイナズマ/ ガオガオガオ                            | 4位                              |                                  |

## タイアップ
| 起用年 | 楽曲                                      | タイアップ |
| ------ | ----------------------------------------- | --- |
| 2025年 | へいらっしゃい!〜ニッポンで会いましょう〜 | TBSテレビ（関東ローカル・TBS FREE・TVer）『ふるさとの未来』3月度エンディングテーマ テレビ東京（ローカルセールス）『ハロドリ。-MUSIC-』3月度エンディングテーマ HELLO FIVE エフエム石川 2025年3月度 POWER PLAY「HELLO FIVE MUSIC PICK UP」 FM FUJI「SOUND FOREST」3月期 CBCラジオ 2025年3月度パワープレイ「マンプレ」、いっしょに歌お! NBC長崎放送「NBCミューズハーツNEO」 NACK5 2025年4月 POWER PLAY KRY山口放送「KRY Morning Up」10時台エンディング曲 NBCテレビ「MUSIC WOLF TV」3月オープニング曲 富山テレビ放送「bms BBT MUSIC SELECTION」3月度オープニングナンバー |
| 2025年 | ウブとズル                                | テレビ東京（ローカルセールス）『ハロドリ。-MUSIC-』4月度エンディングテーマ |
| 2025年 | ガオガオガオ                              | テレビ東京『かいじゅうせかいせいふく』主題歌 文化放送「レコメン!」今週のエンディングテーマ |
| 2025年 | 夏のイナズマ                              | TBSテレビ（関東ローカル・TBS FREE・TVer）『ふるさとの未来』8月度エンディングテーマ テレビ東京（ローカルセールス）『ハロドリ。-MUSIC-』8月度エンディングテーマ 文化放送「レコメン!」今週のエンディングテーマ |

## 公演

### ライブ・コンサート

#### 合同ライブ・コンサート

##### 2024年
- Hello! Project 研修生発表会 2024 9月 「ホトトギス」（9月8日、Zepp DiverCity）[24]
- Hello! Project 研修生発表会 2024 12月「カトレア」（12月7日・14日、Zepp DiverCity・Zepp Namba）[25]

##### 2025年
- Hello! Project 研修生発表会 2025 3月「Spring Is Here !」（3月2日・9日、Zepp DiverCity・Zepp Namba）[26]
- Hello! Project 研修生発表会 2025 ～春の公開実力診断テスト～（5月11日、LINE CUBE SHIBUYA） - ゲスト出演[27]
- Hello! Project 研修生発表会 2025 6月「The Heat Is On !」（6月1日・8日・15日、Zepp Namba・Zepp DiverCity・COMTEC PORTBASE）[28]
- Hello! Project 研修生発表会 2025 9月 「It's Harvest Season !」（9月7日・23日、Zepp Namba(OSAKA)・Zepp DiverCity(TOKYO)） - ゲスト出演[29]

#### ハロー!プロジェクト コンサート
- Hello! Project コンサートは、2024年7月 - 9月に行われた『Hello! Project 2024 Summer ALL OF US 「ベガ」「アルタイル」』以降出演。

#### コンサート帯同

##### 2024年
- ANGERME CONCERT 2024 SECRET SECRET 佐々木莉佳子 FINAL「愛情の世界へ、君もおいでよ」（6月19日、横浜アリーナ、オープニングアクト）[30]
- BEYOOOOONDS CONCERT 2024 AUTUMN『DISCOOOOOTHEQUE BUDOOOOOKAN』（11月18日、日本武道館、オープニングアクト）[31]
- Juice=Juice Concert Tour 2024 TRIANGROOOVE2 Special（11月19日、日本武道館、バックダンサー）[32]
- ANGERME 10th ANNIVERSARY TOUR 2024 AUTUMN『ROOTS』川村文乃 FINAL ☆KIRAKIRA☆（11月28日、日本武道館、オープニングアクト）[33]
- モーニング娘。'24 コンサートツアー秋 WE CAN DANCE !〜Blå Eld〜石田亜佑美 FINAL（12月6日、横浜アリーナ、オープニングアクト）[34]

##### 2025年
- つばきファクトリー 10th Anniversary Concert at BUDOKAN 〜OUR DAYS〜（4月30日、日本武道館、オープニングアクト）[35]
- BEYOOOOONDS CONCERT 2025 SPRING 〜Take Me Out To The BUDOOOOOKAN!『Treasury Island』〜（6月9日、日本武道館、オープニングアクト）[36]
- アンジュルム 10th Anniversary tour 2025春「桜梅桃李」上國料萌衣 FINAL〜お先はまっキラ!〜（6月18日、横浜アリーナ、オープニングアクト）[37]
- Juice=Juice Concert Tour 2025 Crimson×Azure Special（6月23日、日本武道館、オープニングアクト）[38]
- モーニング娘。'25 コンサートツアー春 Mighty Magic DX〜生田衣梨奈を見送って〜（7月8日、日本武道館、オープニングアクト）[39]

#### イベント
- ハロドリ。 presents Chronicles of ロージークロニクル ～ミライハジマリ～（2024年11月11日、山野ホール）[40]
- ハロドリ。 presents Chronicles of ロージークロニクル 〜へいらっしゃい!ニッポン青年館で会いましょう〜（2025年5月18日、日本青年館ホール）[41]

#### ライブイベント・音楽フェス

##### 2024年
- JAPAN IDOL SUPER LIVE 2024 @CLUB CITTA'公演 初夏の大祭典編 （6月20日、CLUB CITTA'） - 島川・相馬は不参加
- IDOL SQUARE presents SQUARE PARTY 10（6月29日、大手町三井ホール） - 島川・相馬は不参加
- SPARK 2024 in KAWASAKI（7月15日、東扇島東公園）
- TOKYO IDOL FESTIVAL 2024 supported by にしたんクリニック（8月2日、お台場・青海周辺エリア） - 上村は欠席
- iLiVE! SUMMER（8月22日、豊洲PIT）
- YBSよっちゃばれfestival 開局70周年SP ～山梨PR大作戦!～（9月11日、EX THEATER ROPPONGI）
- @ JAM EXPO 2024 supported by UP-T（9月14日、横浜アリーナ）
- MAWA LOOP AUTUMN 2024（9月15日、BIGCAT）
- IDOL SQUARE presents SQUARE PARTY 11（9月21日、神田スクエアホール）
- iDOL on-line POWERED BY UtaTen Vol.07（9月22日、duo MUSIC EXCHANGE）
- iLiVE!Vol.15（10月1日、Spotify O-EAST）
- ぐんまちゃんアイドルフェスティバル（10月6日、群馬県庁(メインステージ: 県民広場)）
- ガラフェス〜秋の食欲わくわくプレゼント〜（10月12日、五反田G6/G7(GOTANDA G6 G7)）
- ナナフェス（10月13日、Zepp Namba）
- miniTIF vol.100「mini TIF 100回記念SP!! 3DAYS」（10月14日、GARDEN新木場FACTORY）
- UtaTen presents SHIGA IDOL COLLECTION 2024（11月9日、野洲文化ホール 大ホール）
- YBSよっちゃばれフェスティバル（11月10日、舞鶴城公園）

##### 2025年
- 歌舞伎町 UP GATE↑↑2025（5月5日、Zepp Shinjuku (TOKYO)）
- Tokyo Innovation NIGHTs（5月8日、Tokyo Innovation Base）
- MAWA LOOP OSAKA 2025 10th Anniversary（5月10日、BIGCAT）
- @JAM 2025 Day2〜SUPER LIVE〜（5月25日、Zepp DiverCity(TOKYO)）
- JAPAN IDOL SUPER LIVE 2025 ULTRA FES@豊洲PIT編（6月30日、豊洲PIT）
- TOKYO IDOL FESTIVAL 2025 supported by にしたんクリニック（8月3日、お台場・青海周辺エリア）
- @JAM EXPO 2025 supported by UP-T（8月30日、横浜アリーナ）
- 推し寺アイドルまつり2025（9月27日、名古屋・東別院境内特設ステージ）
- UP-T presents かがやきフェス2025（10月12日、石川県金沢市）
- ぐんまちゃんアイドルフェスティバル（10月13日、群馬県庁県民広場及び群馬会館他周辺）
- ワールドキルトフェスティバル2025（11月14日、パシフィコ横浜 展示ホールD）

#### イベント
- GTFグリーンチャレンジデー2024 in 新宿御苑（2024年11月2日・3日、新宿御苑） - 島川は欠席

## 出演

### テレビ
- ハロドリ。（テレビ東京、BSテレ東ほか）
  - 無印2期（2024年6月17日 - 6月25日）
  - -MUSIC-（2024年7月9日 - ）
- バラ色ロージークロニクル〜初冠特番2時間生放送スペシャル〜（2024年11月30日、CS日テレプラス）

### ラジオ
- ハロプロ研修生ユニット’24 ただいま研修中!（2024年7月2日 - 10月1日、TBSPodcast）
- ロージークロニクルのロジオ・クロニクル（2024年10月8日 - 2025年3月25日、TBSPodcast）[42]
- Hello! Project Night ロージークロニクルのバラ色劇場で会いましょう!（2025年4月7日 - 、FM FUJI）[43][44]

### 舞台
- STAGE VANGUARD「ザ☆アイドル!」（2024年6月17日 - 6月30日、新宿シアターマーキュリー） - 島川[注 2]

## 書籍

### 写真集
- Rosy Chronicle ①（2025年2月22日、オデッセー出版、撮影：大塚素久）[17]

### 雑誌連載
- MARQUEE「ハロー!プロジェクト ロージークロニクルの大冒険」（2025年5月27日発売号(Vol.158) - 、星雲社）